# Charles Martial Lavigerie
Charles Martial Allemand Lavigerie (31. října 1825, Bayonne – 26. listopadu 1892, Alžír) byl římskokatolický duchovní, biskup v Nancy, zakladatel řeholní společnosti Misionáři Afriky (tzv. Bílí otcové), který se stal arcibiskupem v Alžíru a v Kartágu. Papež Lev XIII. jej v roce 1882 jmenoval kardinálem. Je významným představitelem francouzského abolicionismu.

## Fotogalerie

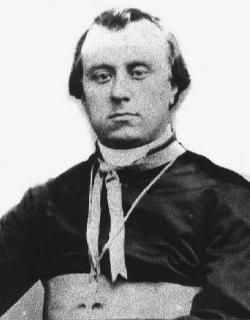
Cardinal Lavigerie (1863)
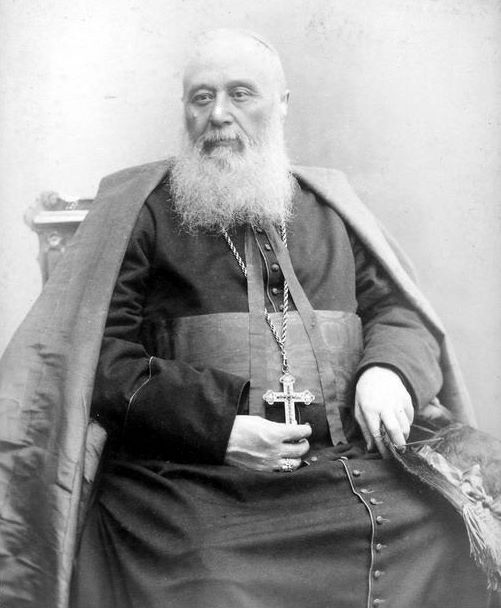
Charles Lavigerie
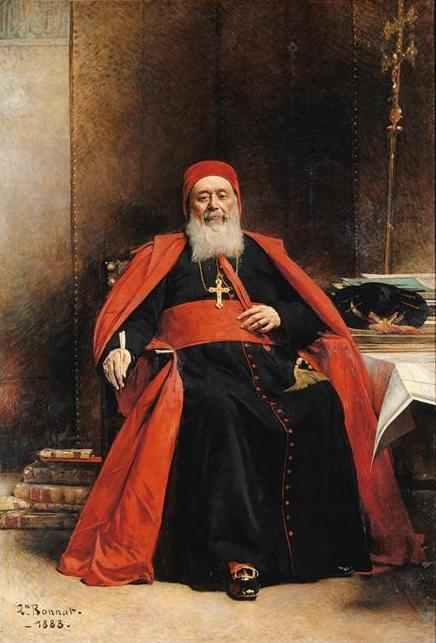
Bonnat, Léon. Le cardinal Charles Lavigerie
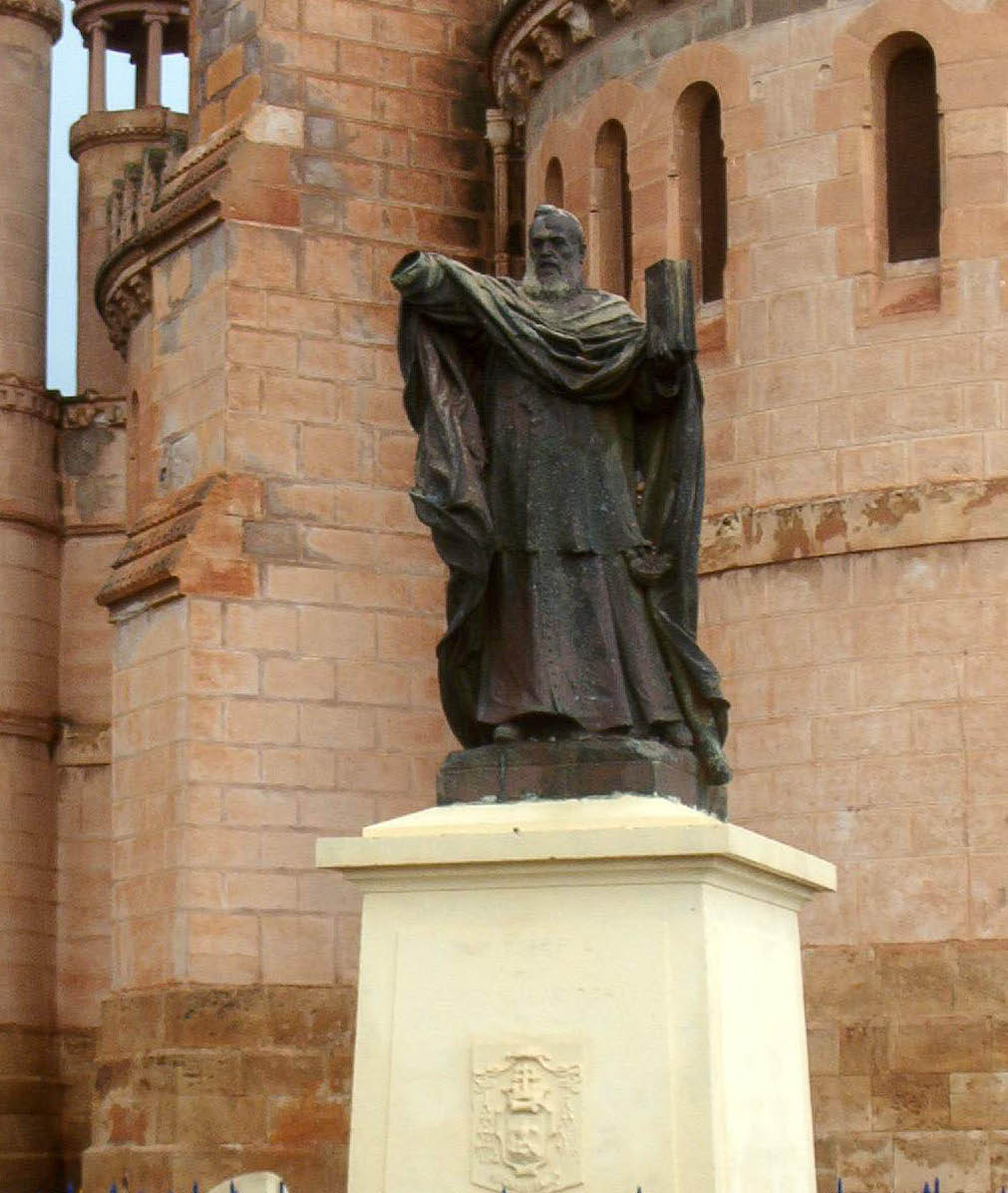
Jeho socha v Alžíru